# K's Choice
K's Choice är ett belgiskt rockband från Antwerpen som bildades i mitten av 1990-talet. Gruppens kärna består av syskonen Sam Bettens (sång och gitarr) och Gert Bettens (gitarr, keyboard, sång). Förutom syskonparet består bandet av Eric Grossman (bas), Jan van Sichem Jr. (gitarr) och Koen Liekens (trummor). Bandet har sålt såväl guld som platina och medverkat i ett avsnitt av tv-serien Buffy och vampyrerna.

## Historik
Från början var det Sam Bettens som erbjöds olika uppdrag för ett större bolag tack vare sin mystiska, gåtfulla röst. Han blev upptäckt under början av 1990-talet när han och brodern Gert Bettens spelade i amatörbandet The Basement Plugs. Uppdragen gjorde att han medverkade i flera soundtrack till filmer som Women want to merry och Ad Fundum. Detta ledde så småningom till att han erbjöds ett skivkontrakt och tillsammans med sin bror bildade han ett nytt band vid namn The Choice och 1994 spelade de in debutalbumet The Great Subconscious Club.
Under 1994 hade bandet fem mer eller mindre permanenta medlemmar: Sam och Gert Bettens, Jan van Sichem, Jr. (gitarr), Koen Liekens (trummor) och Erik Verheyden (bas). Bandet turnerade i Tyskland och USA som förband till Indigo Girls.
När de fick reda på att det fanns en annan grupp i USA som också hade namnet The Choice bestämde de sig för att byta namn för att undvika juridiska problem. De beslutade sig för K's Choice genom att helt enkelt gå igenom alfabetet och testa vilken bokstav som lät bäst framför choice. Då de tyckte att de behövde en anledning till valet av det nya namnet brukade de berätta att bokstaven K syftade på Josef K från Franz Kafkas bok Processen men senare erkände bandet de slumpmässiga omständigheterna kring valet av just "K".
Albumet Paradise in Me spelade de in under 1996 och första singeln från det albumet var "Not an Addict" som fick bra kritik och slog även internationellt.
Under det kommande året (1996–1997) turnerade man tillsammans med Alanis Morisette som hade hört bandet på en festival i Europa och ville ha med dem som förband. 1998 släppte man sitt tredje album, Cocoon Crash. Efter ett par års växlande mellan olika basister så hade då Eric Grossman blivit permanent basist.
Bandet uppträdde i tv-serien Buffy och vampyrerna i avsnittet Doppelgängland och framförde där låten Virgin state of mind. 2000 släppte man albumet Almost Happy och Koen Liekens återvände till trummorna i bandet. Året därpå släppte man en samlingsskiva med liveframträdanden som man kort och gott döpte till Live. Ytterligare en samlingsskiva vid namn Ten släppte man 2003. Den bestod av blandat med outgivet material och den nya singeln Losing you. Förutom cd-skivan släppte man också en DVD med samma namn.
Efter samlingsskivan 2003 bestämde sig bandet för att ta ett sabbatsår. Båda syskonen Gert och Sam bettens ville satsa på egna karriärer. Gert producerade ett album för ett belgiskt band vid namn Venus in Flames och Sam spelade in en mini-cd Go och medverkade på fler soundtrack, denna gången med egna låtar ("All of this past" i filmen Underworld och "Someone to say hi to" i filmen Zus and Zo).
Sam har släppt två album som solo-artist: Scream (2005) och Shine (2007). Med dessa album har han turnerat både i Europa och USA.

## Musikstil
Bandets musikstil kan beskrivas som gitarr-baserad singer-songwriter-rock eller folkrock. En del låtar är väldigt intima och typiska singer-songwriter-låtar och en del är väldigt starka och energiska låtar. Sams gåtfulla röst är bandets mest kända särdrag. Under de sju åren mellan The Great Subconsious Club och Almost Happy ändrades stilen från rå och mycket gitarr-baserad till att bli mer subtil och finjusterad. Sam och Gert skriver så gott som all text och musik till bandet.

## Diskografi

### Studioalbum
- The Great Subconscious Club (1993)
- Paradise in Me (1996)
- Cocoon Crash (1998)
- Almost Happy (2000)

### Samlingsskivor
- Extra Cocoon (1998)
- 2000 Seconds Live (1998) (endast för fanklubbmedlemmar)
- Live (2001)
- Home (2001) (endast för fanklubbmedlemmar)
- Running Backwards (2003) (endast för fanklubbmedlemmar)
- 10: 1993-2003 - Ten Years Of (2003)